# The Octopus Project
The Octopus Project sono un gruppo musicale statunitense di musica sperimentale e indietronica, originario di Austin e attivo dal 1999.

## Stile
Lo stile musicale del gruppo è fatto prevalentemente da musica strumentale di matrice sperimentale. A strumenti analogici (chitarre e tamburi) vengono affiancati strumenti elettronici come drum machine, tastiere e sintetizzatori.

## Formazione
- Josh Lambert - chitarra, basso, tastiere
- Toto Miranda - batteria, chitarra, basso
- Yvonne Lambert - sampler, tastiere, theremin, glockenspiel, chitarra
- Ryan Figg - chitarra, basso, tastiere

## Discografia
Album studio
- 2002 - Identification Parade
- 2005 - One Ten Hundred Thousand Million
- 2007 - Hello, Avalanche
- 2010 - Hexadecagon
- 2013 - Fever Forms
- 2017 - Memory Mirror

Split, remix, singoli ed EP
- Christmas on Mars (EP, Soda Pop Productions, 1999)
- Black Octopus Lipstick Project Foam Party (Peek-A-Boo Records, 2004)
- The House of Apples and Eyeballs (collaborazione con *Black Moth Super Rainbow, Graveface Records, 2006)
- Wet Gold/Moon Boil (7" Peek-a-Boo records, 2007)
- Golden Beds (EP, Peek-A-Boo Records, 2009)
- Whitby EP (EP digitale, Peek-A-Boo Records, 2012)[6]

Colonne sonore
- Kid-Thing (2012)
- Kumiko, the Treasure Hunter (2014)
- The Disappearance of Toby Blackwood (2022)
- Butterfly In the Sky (2024)

## Colonne sonore
- Damsel, regia di David Zellner e Nathan Zellner (2018)
- Sasquatch Sunset, regia di Nathan e David Zellner (2024)